# Gunskirchen
Gunskirchen är en ort och kommun i Österrike. Den ligger i distriktet Wels-Land i förbundslandet Oberösterreich,  180 kilometer väster om huvudstaden Wien. 
Kommunen består av 51 orter (Ortschaften) (inom parentes invånarantal 1 januari 2024):

- Aichberg (8)
- Aigen (23)
- Au bei Hischmannsberg (7)
- Au bei Sirfling (14)
- Au bei der Traun (156)
- Auholz (13)
- Baumgarting (34)
- Bichlwimm (36)
- Buchleiten (11)
- Dorf (7)
- Fallsbach (54)
- Fernreith (100)
- Grünbach (208)
- Gunskirchen (4 238)
- Gänsanger (77)
- Hof (12)
- Holzgassen (12)
- Holzing (17)
- Irnharting (297)
- Kalchau (2)
- Kappling (45)
- Kottingreith (8)
- Kranzl am Eck (6)
- Lehen (40)
- Liedering (17)
- Lucken (51)
- Luckenberg (18)
- Moostal (354)
- Niederschacher (7)
- Oberndorf (150)
- Oberriethal (9)
- Oberschacher (58)
- Pfarrhofwies (2)
- Pöschlberg (12)
- Pötzlberg (23)
- Riethal (4)
- Roith (8)
- Salling ()
- Schlambart (Node-count limit exceeded)
- Sirfling (Node-count limit exceeded)
- Spraid (Node-count limit exceeded)
- Straßern (Node-count limit exceeded)
- Ströblberg (Node-count limit exceeded)
- Thal (Node-count limit exceeded)
- Vitzing (Node-count limit exceeded)
- Vornholz (Node-count limit exceeded)
- Waldenberg (Node-count limit exceeded)
- Waldling (Node-count limit exceeded)
- Wallnstorf (Node-count limit exceeded)
- Wilhaming (Node-count limit exceeded)
- Wimberg (Node-count limit exceeded)

Node-count limit exceeded